# Championnat de Grèce de football 1965-1966
Navigation
Saison précédente Saison suivante
La saison 1965-1966 du Championnat de Grèce de football était la 18e édition de la première division grecque.
Lors de cette saison, le Panathinaikos a tenté de conserver son titre de champion de Grèce face aux quinze meilleurs clubs grecs lors d'une série de matchs se déroulant sur toute l'année. Les seize clubs participants au championnat ont été confrontés à deux reprises aux quinze autres.
À l'issue de la saison, c'est l'Olympiakos qui termine en tête du championnat et qui obtient ainsi son 16e titre de champion de Grèce.

## Qualifications en Coupe d'Europe
À l'issue de la saison, le club champion se qualifie pour la Coupe d'Europe des clubs champions 1966-67. Le vainqueur de la Coupe de Grèce est quant à lui qualifié pour la Coupe d'Europe des vainqueurs de coupe 1966-67. De plus, un club représentera la Grèce lors de la Coupe d'Europe des villes de foires.

## Les 16 clubs participants
| Club                  | Classement 1964-65 | Stade                          | Capacité | Ville         |
| --------------------- | ------------------ | ------------------------------ | -------- | ------------- |
| AEK Athènes           | 2                  | Stade Olympique                | 71 030   | Athènes       |
| Apollon Smyrnis       | 6                  | Stade Georgios Kamaras         | 14 200   | Athènes       |
| Aris Salonique        | 7                  | Harilaou Stadion               | 18 308   | Salonique     |
| Egaleo                | Beta Ethniki       | Stade Stavros Mavrothalassitis | 8 217    | Egaleo        |
| Ethnikos Piraeus      | 9                  | Elliniko Stadium               | 10 800   | Le Pirée      |
| Iraklis Thessalonique | 11                 | Stade Kaftantzoglio            | 28 000   | Thessalonique |
| Niki Volos            | 13                 | Stade Pantelis Magoulas        | 22 700   | Volos         |
| Olympiakos Le Pirée   | 3                  | Stade Karaiskaki               | 33 334   | Le Pirée      |
| Panathinaikos         | 1                  | Stade Olympique                | 71 030   | Athènes       |
| Panegialios           | 14                 | Aigio Stadium                  | -        | Aigion        |
| Panionios             | 10                 | Stade Nea Smyrnis              | 11 700   | Athènes       |
| Panserraikos          | Beta Ethniki       | Serres Stadium                 | 9 500    | Serrès        |
| PAOK Salonique        | 8                  | Stade de Toúmba                | 28 701   | Thessalonique |
| Pierikos              | 5                  | Stade municipal                | 4 200    | Katerini      |
| Proodeftiki           | 4                  | Stade Nikaias                  | 4 361    | Korydallos    |
| Trikala               | 12                 | Stade municipal                | 15 000   | Trikala       |

## Compétition

### Classement
Le classement est établi sur le barème de points suivant :
- Victoire : 3 points
- Match nul : 2 points
- Défaite : 1 point
- Forfait ou abandon du match : 0 point

Pour départager les égalités, les équipes jouent une (ou plusieurs si elles sont plus de 2) rencontres d'appui sur terrain neutre. En cas de match nul, c'est l'équipe qui a la meilleure différence de buts au classement général qui est déclarée vainqueur. 
| Rang | Équipe             | Pts | J  | G  | N | P  | Bp | Bc | Diff |
| ---- | ------------------ | --- | -- | -- | - | -- | -- | -- | ---- |
| 1    | Olympiakos         | 80  | 30 | 23 | 4 | 3  | 67 | 18 | +49  |
| 2    | Panathinaikos (T)  | 79  | 30 | 23 | 3 | 4  | 85 | 24 | +61  |
| 3    | AEK Athènes (C) -1 | 71  | 30 | 19 | 5 | 6  | 58 | 26 | +32  |
| 4    | Panionios -1       | 60  | 30 | 12 | 7 | 11 | 38 | 37 | +1   |
| 5    | Aris Salonique     | 60  | 30 | 11 | 8 | 11 | 42 | 42 | 0    |
| 6    | PAOK Salonique     | 59  | 30 | 10 | 9 | 11 | 43 | 49 | -6   |
| 7    | Ethnikos Piraeus   | 58  | 30 | 12 | 4 | 14 | 43 | 42 | +1   |
| 8    | Pierikos           | 57  | 30 | 12 | 3 | 15 | 40 | 40 | 0    |
| 9    | Egaleo (P)         | 56  | 30 | 9  | 8 | 13 | 43 | 54 | -11  |
| 10   | Apollon Smyrnis    | 56  | 30 | 9  | 8 | 13 | 29 | 37 | -8   |
| 11   | Trikala            | 56  | 30 | 9  | 8 | 13 | 38 | 56 | -18  |
| 12   | Iraklis Salonique  | 56  | 30 | 10 | 6 | 14 | 23 | 43 | -20  |
| 13   | Proodeftiki        | 55  | 30 | 8  | 9 | 13 | 42 | 48 | -6   |
| 14   | Panserraikos (P)   | 55  | 30 | 8  | 9 | 13 | 29 | 42 | -13  |
| 15   | Panegialios        | 55  | 30 | 10 | 5 | 15 | 27 | 44 | -17  |
| 16   | Niki Volos         | 44  | 30 | 4  | 6 | 20 | 20 | 65 | -45  |

| Légende : Qualifications et relégations | Légende : Qualifications et relégations                                                                        |
| --------------------------------------- | --- |
|                                         | Coupe d'Europe des Clubs champions 1966-1967                                                                   |
|                                         | Coupe d'Europe des vainqueurs de coupe 1966-1967                                                               |
|                                         | Coupe d'Europe des villes de foires 1966-1967                                                                  |
|                                         | Relégation en Beta Ethniki                                                                                     |
|                                         | (T) : Tenant du titre 1964-1965 (C) : Vainqueurs de la Coupe de Grèce de football (P) : Promus de Beta Ethniki |

- Panionios et l'AEK Athènes ont chacun reçu une pénalité d'un point.

### Matchs
| Résultats (▼dom., ►ext.)                                   | AEK | ApS | Ari | Ega | Eth | Ira | NVo | Oly | Pan | Png | Pnn | Pns | PAO | Pie | Pro | Tri |
| AEK Athènes                                                |     | 0-0 | 2-0 | 4-1 | 2-1 | 3-0 | 6-0 | 0-2 | 0-2 | 2-0 | 5-1 | 2-1 | 5-1 | 3-0 | 2-1 | 3-1 |
| Apollon Smyrnis                                            | 0-2 |     | 1-0 | 2-0 | 1-0 | 2-0 | 1-1 | 1-2 | 0-1 | 1-1 | 1-0 | 3-3 | 0-0 | 3-0 | 1-0 | 1-0 |
| Aris Salonique                                             | 2-1 | 1-1 |     | 3-1 | 4-2 | 3-0 | 1-0 | 0-3 | 2-2 | 2-0 | 1-0 | 0-0 | 5-1 | 1-2 | 3-0 | 2-0 |
| Egaleo                                                     | 0-1 | 2-2 | 3-3 |     | 1-3 | 1-1 | 5-2 | 0-1 | 2-5 | 2-0 | 1-0 | 1-0 | 1-0 | 1-2 | 2-1 | 3-1 |
| Ethnikos Piraeus                                           | 0-0 | 1-0 | 6-1 | 1-2 |     | 1-0 | 3-1 | 0-4 | 0-2 | 2-0 | 0-1 | 2-0 | 5-0 | 2-1 | 2-1 | 4-1 |
| Iraklis Salonique                                          | 0-0 | 1-0 | 2-1 | 0-0 | 1-1 |     | 4-1 | 0-2 | 0-5 | 1-0 | 2-1 | 1-0 | 0-0 | 1-0 | 1-3 | 2-0 |
| Niki Volos                                                 | 0-3 | 1-0 | 0-1 | 1-1 | 1-1 | 2-3 |     | 1-0 | 0-5 | 2-1 | 1-3 | 1-1 | 0-3 | 2-0 | 0-2 | 0-1 |
| Olympiakos                                                 | 4-0 | 3-0 | 0-0 | 1-1 | 5-0 | 2-1 | 3-0 |     | 1-0 | 3-0 | 1-4 | 2-1 | 2-0 | 2-1 | 4-1 | 1-0 |
| Panathinaikos                                              | 2-3 | 2-0 | 4-0 | 4-1 | 4-1 | 1-0 | 5-0 | 1-1 |     | 6-0 | 2-0 | 5-1 | 2-0 | 1-0 | 4-2 | 4-1 |
| Panegialios                                                | 0-2 | 0-2 | 2-1 | 1-0 | 1-0 | 1-0 | 3-0 | 0-3 | 0-3 |     | 1-1 | 1-0 | 1-0 | 5-1 | 0-0 | 2-2 |
| Panionios                                                  | 0-1 | 2-1 | 1-0 | 1-1 | 2-1 | 3-0 | 0-0 | 0-2 | 2-1 | 2-2 |     | 1-0 | 2-2 | 1-0 | 1-1 | 3-1 |
| Panserraikos                                               | 2-0 | 3-2 | 2-2 | 1-1 | 1-0 | 3-0 | 1-0 | 1-1 | 0-4 | 0-3 | 3-2 |     | 2-1 | 1-0 | 0-1 | 0-3 |
| PAOK Salonique                                             | 1-1 | 4-1 | 1-1 | 4-2 | 2-1 | 1-1 | 3-1 | 3-2 | 1-3 | 2-0 | 1-0 | 1-1 |     | 3-1 | 2-2 | 4-1 |
| Pierikos                                                   | 1-0 | 4-0 | 2-1 | 5-2 | 1-0 | 0-1 | 1-1 | 0-1 | 3-1 | 0-1 | 0-1 | 1-0 | 4-1 |     | 0-0 | 5-1 |
| Proodeftiki                                                | 1-3 | 1-0 | 0-0 | 1-3 | 1-2 | 5-0 | 1-0 | 2-4 | 2-3 | 2-1 | 3-3 | 0-0 | 1-1 | 2-4 |     | 4-1 |
| Trikala                                                    | 2-2 | 2-2 | 3-1 | 3-2 | 1-1 | 1-0 | 3-1 | 0-5 | 1-1 | 2-0 | 2-0 | 1-1 | 1-0 | 1-1 | 1-1 |     |
| - Victoire à domicile - Match nul - Victoire à l'extérieur |     |     |     |     |     |     |     |     |     |     |     |     |     |     |     |     |

### Matchs de barrages

#### Pour la13eplace
|  |    | Tournoi pour la 13e place | Pt | J | G | N | D | B.p | B.c |
|  | -- | ------------------------- | -- | - | - | - | - | --- | --- |
|  | 1. | AO Proodeftiki            | 4  | 2 | 1 | 0 | 1 | 2   | 2   |
|  | 2. | Panserraikos              | 4  | 2 | 1 | 0 | 1 | 2   | 2   |
|  | 3. | Panegialios               | 4  | 2 | 1 | 0 | 1 | 1   | 1   |

| Résultats des matchs |       |                |
| Panserraïkos         | 1 - 0 | Panegialios    |
| Panegialios          | 1 - 0 | AO Proodeftiki |
| AO Proodeftiki       | 2 - 1 | Panserraïkos   |

- AO Proodeftiki et Panserraikos sont classés grâce à leur différence de buts lors de la saison régulière. Panegialios est relégué en Beta Ethniki.

## Bilan de la saison
| Tableau d'Honneur                |             |
| Compétition                      | Vainqueur   |
| Championnat de Grèce de football | Olympiakos  |
| Coupe de Grèce de football       | AEK Athènes |

| Qualifications européennes 1966-1967             |                |
| Coupe d'Europe des Clubs champions 1966-1967     | Qualifié       |
| 1er tour                                         | Olympiakos     |
| Coupe d'Europe des vainqueurs de Coupe 1966-1967 | Qualifié       |
| 1er tour                                         | AEK Athènes    |
| Coupe d'Europe des villes de foires 1966-1967    | Qualifié       |
| 1er tour                                         | Aris Salonique |

| Promotions et relégations |                        |
| Relégués en Beta Ethniki  | Panegialios Niki Volos |
| Promus de Beta Ethniki    | Vyzas FC Veria FC      |

## Statistiques

### Meilleurs buteurs
| # | Buteurs               | Clubs          | Nb de Buts |
| - | --------------------- | -------------- | ---------- |
| 1 | Dimitrios Papaioannou | AEK Athènes    | 24         |
| 2 | George Sideris        | Olympiakos     | 19         |
| 2 | Takis Loukanidis      | Panathinaikos  | 19         |
| 4 | Aris Papazoglou       | Olympiakos     | 18         |
| 5 | Stratos Sakellaridis  | Panathinaikos  | 15         |
| 6 | Alexandros Alexiadis  | Aris Salonique | 13         |
| 6 | Giorgios Koudas       | PAOK Salonique | 13         |
| 6 | Vangelis Panakis      | Panathinaikos  | 13         |
| 6 | Kostas Papoutsakis    | Panathinaikos  | 13         |
| 6 | Panopoulos            | Egaleo         | 13         |
| 6 | Charalampidis         | PAOK Salonique | 13         |